# Дјубах (Луизијана)
Дјубах (енгл. Dubach) град је у америчкој савезној држави Луизијана.

## Демографија
По попису из 2010. године број становника је 961, што је 161 (20,1%) становника више него 2000. године.
| Група             | 2000.       | 2010.       |
| Белци             | 509 (63,6%) | 505 (52,5%) |
| Афроамериканци    | 279 (34,9%) | 432 (45,0%) |
| Азијати           | 0 (0,0%)    | 5 (0,5%)    |
| Хиспаноамериканци | 8 (1,0%)    | 11 (1,1%)   |
| Укупно            | 800         | 961         |